# Districtul Zlín
Districtul Zlín (Okres Zlín în cehă) este unul din cele patru districte (okres) ale regiunii Zlín (Zlínský kraj) din Republica Cehă. Capitala sa este orașul omonim, Zlín.

## Lista completă a municipalităților
Cu litere îngroșate sunt marcate localitățile urbane.
Bělov -
Bohuslavice nad Vláří -
Bohuslavice u Zlína -
Bratřejov -
Březnice -
Březová -
Březůvky -
Brumov-Bylnice -
Dešná -
Dobrkovice -
Dolní Lhota -
Doubravy -
Drnovice -
Držková -
Fryšták -
Halenkovice -
Haluzice -
Horní Lhota -
Hostišová -
Hřivínův Újezd -
Hrobice -
Hvozdná -
Jasenná -
Jestřabí -
Kaňovice -
Karlovice -
Kašava -
Kelníky -
Komárov -
Křekov -
Lhota -
Lhotsko -
Lípa -
Lipová -
Loučka -
Ludkovice -
Luhačovice -
Lukov -
Lukoveček -
Lutonina -
Machová -
Mysločovice -
Napajedla -
Návojná -
Nedašov -
Nedašova Lhota -
Neubuz -
Oldřichovice -
Ostrata -
Otrokovice -
Petrůvka -
Podhradí -
Podkopná Lhota -
Pohořelice -
Poteč -
Pozlovice -
Provodov -
Racková -
Rokytnice -
Rudimov -
Šanov -
Šarovy -
Sazovice -
Sehradice -
Slavičín -
Slopné -
Slušovice -
Spytihněv -
Štítná nad Vláří-Popov -
Tečovice -
Tichov -
Tlumačov -
Trnava -
Ublo -
Újezd -
Valašské Klobouky -
Velký Ořechov -
Veselá -
Vizovice -
Vlachova Lhota -
Vlachovice -
Vlčková -
Všemina -
Vysoké Pole -
Zádveřice-Raková -
Želechovice nad Dřevnicí -
Zlín -
Žlutava

## Demografie

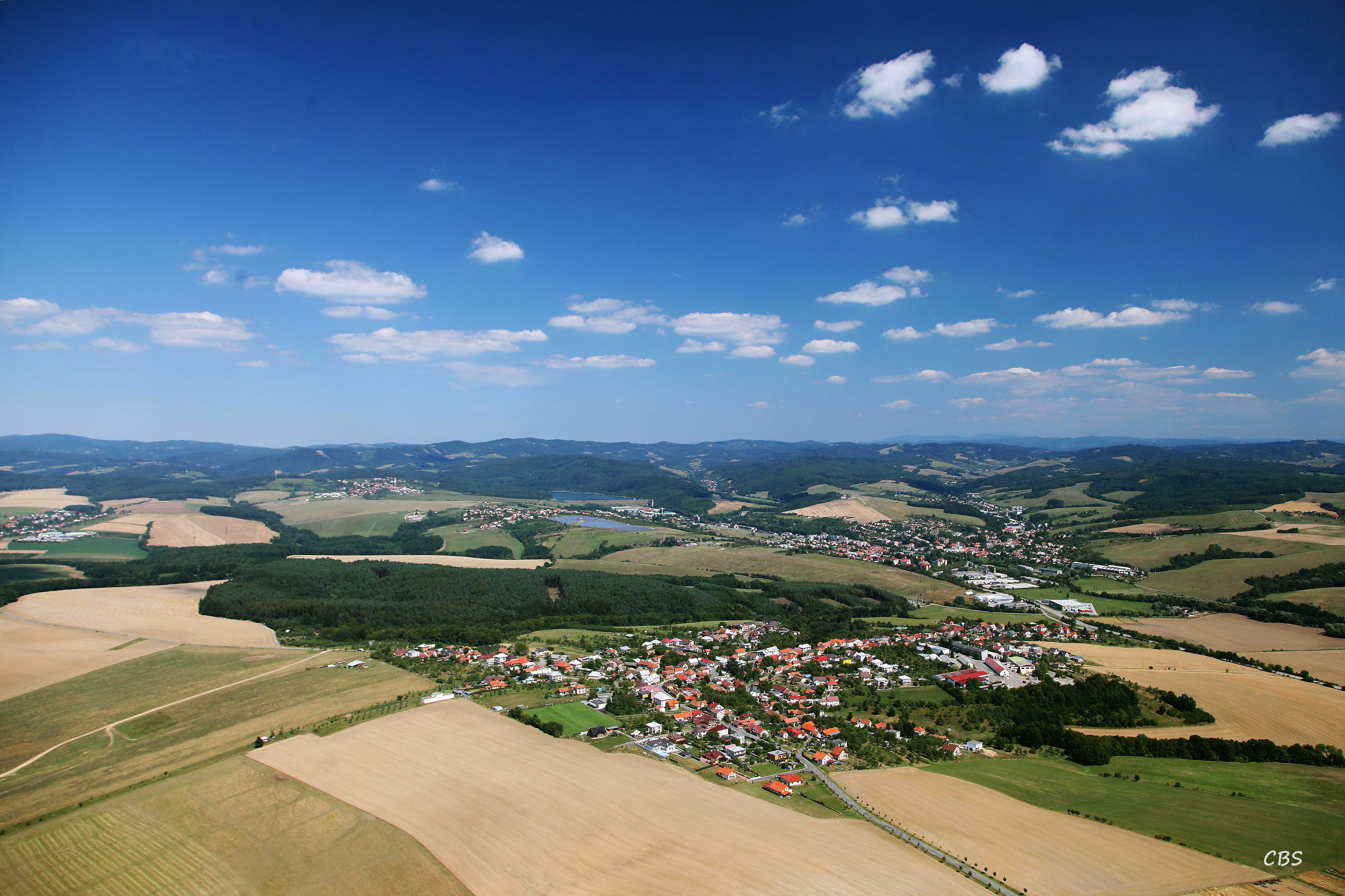
Veselá and surrounding landscape

| Nume              | Populație | Suprafață (km2) |
| ----------------- | --------- | --------------- |
| Zlín              | 74.255    | 103             |
| Otrokovice        | 17.597    | 20              |
| Napajedla         | 7.172     | 20              |
| Slavičín          | 6.224     | 34              |
| Brumov-Bylnice    | 5.424     | 56              |
| Luhačovice        | 5.087     | 33              |
| Vizovice          | 4.886     | 29              |
| Valašské Klobouky | 4.880     | 27              |
| Fryšták           | 3.843     | 24              |
| Slušovice         | 2.961     | 7               |